# Баденхорст, Джоани
Джоани Баденхорст (англ. Joany Badenhorst, родилась 10 августа 1994 года в Гаррисмите) — австралийская пара-сноубордистка, участница зимних Паралимпийских игр 2014 и 2018 годов. Первая женщина в составе сборной Австралии, заявленная в дисциплины по сноуборду на Паралимпийских играх.

## Биография
Родилась 10 августа 1994 года в южно-африканском городе Гаррисмит. Мать Петро — учительница, отец Питер — архитектор. Есть также братья Гарет и Питер. Училась в начальной школе Гаррисмита.
12 июля 2005 года, играя с друзьями на ферме, Джоани Баденхорст получила серьёзную травму, когда её левая нога застряла в двигателе трактора, который убирал противопожарные полосы. Размер раны составил 15 см. Водитель трактора спустя месяц сгорел заживо во время лесного пожара. Джоани перенесла девятичасовую операцию, в ходе которой ей ампутировали ногу. В 2009 году её семья переехала в Австралию, где можно было получить более доступную медицинскую помощь. Девушке изготовили протез, однако в 2011 году она перенесла ещё одну операцию на пострадавшей ноге. По состоянию на 2014 год она проживает в Гриффите (Новый Южный Уэльс), во время лыжного сезона ездит в Джиндабайн.

## Карьера
До трагедии Баденхорст занималась прыжками в высоту и современными танцами. После получения протеза она занялась бегом на 100 метров, заняв 2-е место в чемпионате школы. В 2009 году она выступила на Юношеских Паралимпийских играх от Южной Африки, в 2012 году участвовала в отборе на Паралимпиаду в Лондоне и не прошла его. Тренер паралимпийских сноубордистов Питер Хиггинс предложил Джоани тренироваться в сноубординге, и та согласилась, заказав себе новый протез специально для занятий сноубордингом.
Перед Играми в Сочи Баденхорст выступила в Нидерландах, Австрии и США, выйдя в феврале 2014 года на 8-е место в рейтинге пара-сноубордистов. Она могла стать первой сноубордисткой от Австралии, выступившей на Паралимпийских играх в Сочи: Джоани была заявлена в сноуборд-кросс, но утром на тренировке получила травму левого колена и снялась с соревнований, так и не стартовав. В феврале 2015 года она стала серебряным призёром чемпионата мира в испанской Ла-Молине, выступая в дисциплине банкед-слалом в классе SB-LL2. За неделю до чемпионата мира она получила травму руки, поэтому выступала в гипсе.
В 2017 году на чемпионате мира в Биг-Уайт-Сити она взяла две бронзовые медали в банкед-слаломе и сноуборд-кроссе в классе SB-LL2. Также она выиграла Хрустальный глобус в Кубке мира по пара-сноубордингу 2016/2017 в дисциплине сноуборд-кросс. В 2018 году Джоани Баденхорст стала знаменосцем сборной Австралии на церемонии открытия Паралимпиады в Пхенчхане, но снова не сумела выступить: в субботу на тренировке она получила серьёзную травму ноги и снялась с Паралимпийских соревнований во второй раз за свою карьеру.

## Признание
- 2018 — вице-капитан сборной Австралии при Митчелле Гурли на зимних Паралимпийских играх 2018 года[13]
- 2018 — знаменосец сборной Австралии на церемонии открытия Игр, первая австралийская спортсменка Зимних Паралимпиад, удостоенная такой чести[14]